# Mực nước biển dâng

Mực nước biển toàn cầu đã dâng cao khoảng 25 cm (9,8 in (cột phải)) kể từ năm 1880.

Mực nước biển đang dâng với tốc độ trung bình là 1,8 mm/năm trong thế kỷ qua, và gần đây, trong kỷ nguyên sử dụng vệ tinh đo độ cao để xác định mực nước biển, từ năm 1993 đến 2000, mực nước biển đã dâng vào khoảng 2,9-3,4 ± 0,4-0,6 mm/năm. Mực nước biển dâng có thể do hiện tượng ấm lên toàn cầu - mà phần lớn là từ những tác động của con người. Điều này sẽ làm tăng mực nước biển trong tương lai về lâu dài. Nhiệt độ gia tăng làm nước giãn nở, đồng thời làm tan chảy các sông băng, núi băng và băng lục địa khiến lượng nước bổ sung vào đại dương tăng lên. Dự kiến, nhiệt độ tăng sẽ tiếp tục là nhân tố chủ yếu làm mực nước biển dâng trong thế kỷ tới.
Biến đổi khí hậu đã và đang khiến mực nước biển dâng cao trên toàn cầu. Châu Á sẽ bị ảnh hưởng nặng nề hơn bất kỳ khu vực nào trên thế giới. Dự báo, khoảng 70% số người bị ảnh hưởng bởi mực nước biển dâng sinh sống ở 8 nước gồm Trung Quốc, Bangladesh, Ấn Độ, Việt Nam, Indonesia, Thái Lan, Philippines và Nhật Bản.